# Norbert Schmitz (Physiker)
Norbert Schmitz (* 13. Oktober 1933 in Schiefbahn) ist ein deutscher Physiker und emeritierter Hochschullehrer.
Schmitz wuchs an seinem Geburtsort Schiefbahn auf. Er entstammt dort einer katholischen Familie; sein Vater, ein Verwaltungsbeamter,  war  nach dem Zweiten Weltkrieg Gemeindedirektor des damaligen Großdorfs im ehemaligen Kreis Kempen-Krefeld am  linken Niederrhein. Am Ernst-Moritz-Arndt-Gymnasium zu Krefeld erlangte Schmitz die Hochschulreife. Nach seinem Studium an der Georg-August-Universität Göttingen und einem Forschungsaufenthalt an der University of Berkeley (USA) wurde er im September 1961 an der Ludwig-Maximilians-Universität München mit der Dissertation Die experimentelle Bestimmung des Wirkungsquerschnitts für ππ-Streuung als Funktion der Energie und weitere Ergebnisse zur ππ-Wechselwirkung aus der Pion-Erzeugung im Pion-Nukleon-Stoß promoviert. Anschließend war er bis 1969 wissenschaftlicher Mitarbeiter am Max-Planck-Institut für Physik und Astrophysik in München. 1965 habilitierte er sich an der Technischen Universität München (TUM) mit der Schrift Das Ein-Meson-Austausch-Modell und seine Anwendung auf experimentelle Ergebnisse zur Pion-Nukleon-Streuung aus Blasenkammeraufnahmen. 
1969 wurde er zum Wissenschaftlichen Mitglied und 1971 zum Direktor am Max-Planck-Institut für Physik (Werner-Heisenberg-Institut) ernannt. Parallel zu seiner Tätigkeit am Max-Planck-Institut hielt er bis zum Jahr 2000 regelmäßig Vorlesungen am Physik-Department der TUM; 1973 wurde er an der TUM zum Honorarprofessor ernannt.
Das Hauptarbeitsgebiet von Schmitz war die Elementarteilchen-Physik. Insbesondere wirkte er an Experimenten an den großen Teilchenbeschleunigern in Europa (CERN, DESY) und in den USA (Ernest Orlando Lawrence Berkeley National Laboratory, Fermilab, Brookhaven National Laboratory) mit. Dabei arbeitete er vor allem an der physikalischen Auswertung der mit Spurdetektoren (Kernemulsionen, Blasenkammern, Streamer- und Spurendriftkammer) gewonnenen Daten.
Neben mehr als zwanzig wissenschaftlichen Arbeiten am Max-Planck-Institut für Physik in München publizierte er das Lehrbuch Neutrinophysik (Teubner, Stuttgart 1997).
Im Jahre 2001 wurde Schmitz emeritiert.